# Johann Albrecht Harbour
Johann Albrecht Harbour (in der deutschen Kolonialzeit Johann Albrechthafen genannt) ist eine Bucht bzw. eine mit Wasser gefüllte Caldera im Zentrum der zur Provinz West New Britain gehörenden Insel Garove, Papua-Neuguinea. Sie hat Zugang zum offenen Meer ist damit Teil der Bismarcksee und des Pazifischen Ozeans.

## Geographie
Die Bucht ist etwa kreisrund, fünf Kilometer breit und reicht etwa fünf Kilometer tief ins Land hinein. Im Süden liegt der Zugang zum Pazifik, der durch die Ränder des ehemaligen Kraters auf weniger als einen Kilometer verengt ist. Aufgrund der steilen Kraterwände ist die Bucht als Hafen nicht geeignet. In der deutschen Kolonialzeit wurden daher eher der östlich gelegene Peter Haven oder der westliche Witu Harbour genutzt.

## Geschichte
Ab 1899 war Garove Teil der deutschen Kolonie Neuguinea und nach Johann Albrecht, Herzog zu Mecklenburg, dem Präsidenten der Deutschen Kolonialgesellschaft, benannt.
1920 kam Neuguinea unter australische Mandatsverwaltung. Während des Zweiten Weltkriegs besetzte die japanische Armee die Insel. 1945 übernahm Australien die Gegend erneut unter Mandatsverwaltung.
1975 wurde Garove Teil des unabhängigen Staates Papua-Neuguinea.